# Medow

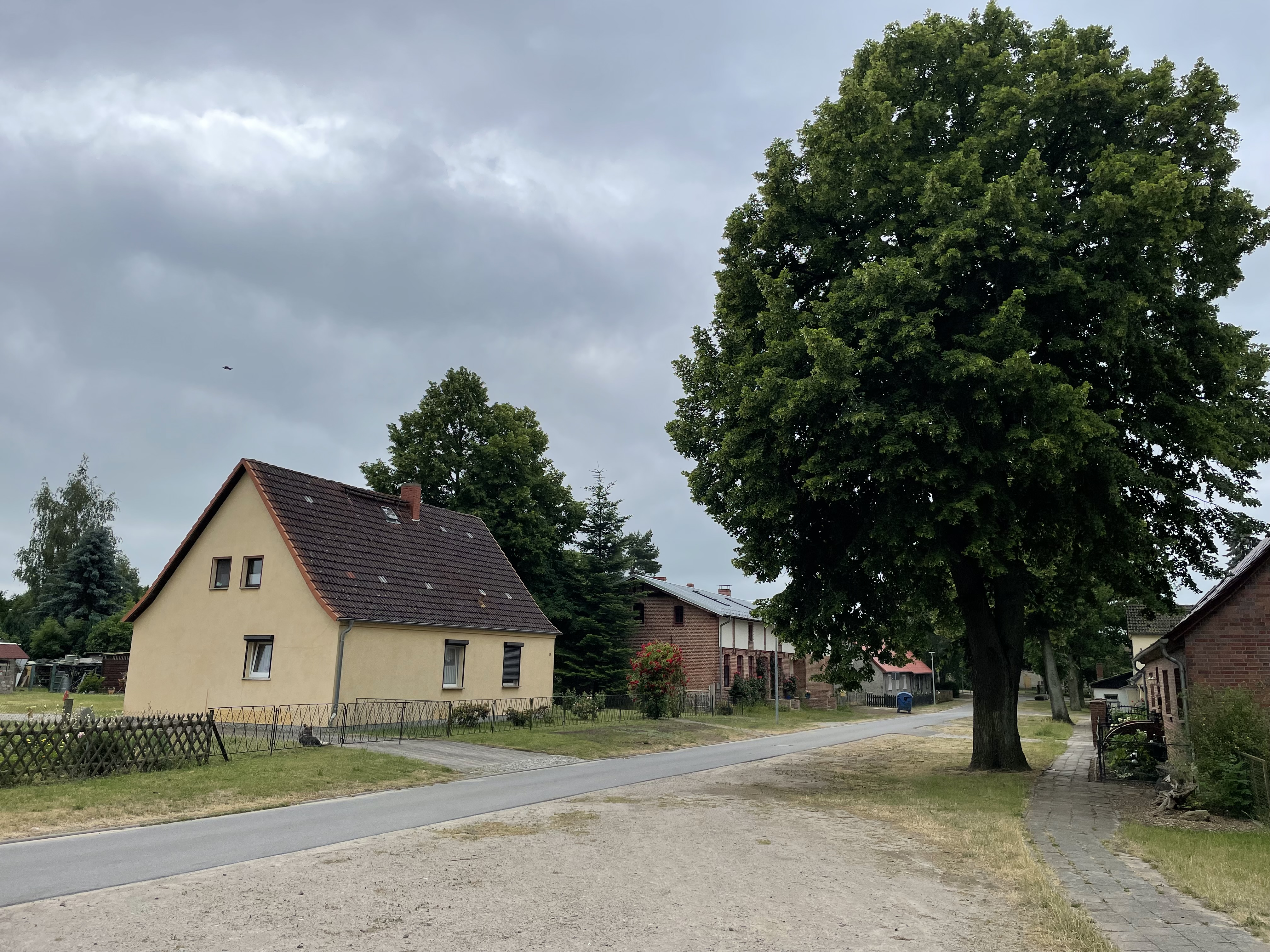
Ortsansicht von Medow

Medow ([ˈmeːdoː]) ist eine Gemeinde westlich von  Anklam. Die Gemeinde wird vom Amt Anklam-Land mit Sitz in der Gemeinde Spantekow verwaltet. Seit dem 13. Juni 2004 gehört der Ort Nerdin zur Gemeinde.

## Geografie und Verkehr
Medow liegt an der Bundesstraße 199 und nördlich der Gemeinde verläuft die Bundesstraße 110. Die Stadt Anklam liegt etwa zehn Kilometer östlich. Die Bundesautobahn 20 ist über den Anschluss Anklam (ca. 18 km) zu erreichen. Den Ostteil der Gemeinde durchfließt der Peene-Südkanal.

## Ortsteile
Ortsteile
- Nerdin
- Brenkenhof
- Wussentin
- Thurow
- Medow

Wüstungen und Wohnplätze
- Emilienhof (Wüstung)
- Nerdin Horst (Wohnplatz)

## Geschichte

### Brenkenhof
Die Feldmark gehörte zum landesherrlichen Amt Stolpe, später Klempenow. Es wurde also nach der Reformation eine Domäne. 1754 erfolgte dort die Gründung der Kolonie Brenkenhof auf der Feldmark von Krien und Medow.
Den Namen erhielt es nach dem preußischen Finanzrat Franz Balthasar Schönberg von Brenkenhoff. Erst 1779 erfolgte die urkundliche Erstnennung mit dem jetzigen Namen. 14 ausländische (Hugenotten?) Kolonisten erhielten auf Befehl König Friedrich II. je 39 Morgen (10 ha). Sie bekamen freies Bauholz und 12 Jahre Steuerfreiheit.
1865 hatte der Ort 1 Schulhaus, 16 Wohn- und 20 Wirtschaftsgebäude und 2 Windmühlen. 104 Einwohner leben hier in 17 Familien, es sind 13 Eigentümer (Kolonisten) und 3 Pächter.

### Medow
Medow wurde als Medowe 1310 erstmals urkundlich erwähnt. Das bedeutet als slawische Gründung so viel wie „Honigdorf“.
Das Rittergut gehörte ursprünglich zum Kloster Stolpe, 1534 kam es durch die Säkularisation an den Herzog. Nach dem Tod des letzten Herzogs 1637 kam das Gut unter schwedische Verwaltung, 1720 aber an König Friedrich Wilhelm I. von Preußen als dessen persönlichen Besitz. Nach der Niederlage gegen Napoleon gab er den Besitz 1806 an den preußischen Staat.
Das Dominalgut wurde dann zum Rittergut, wann ist nicht verzeichnet. Als Besitzer wurden genannt Schmiede 1842, Franz Müller 1857 und dann die Erben von Graf Carl von Schwerin 1861. 1865 war der Pächter ein Balthasar.
1865 hatte das Gut 6 Wohn- und 10 Wirtschaftsgebäude, 116 Einwohner in 19 Haushalten, darunter der Pächter mit Familie, das Gesinde und die Tagelöhner mit ihren jeweiligen Familien.
Das Dorf Medow hatte 1865 1 Kirche, 1 Prediger-, 1 Küster- und Schul- sowie 1 Predigerwitwenhaus. 38 Wohn- und 49 Wirtschaftsgebäude, 1 Windmühlengehöft mit 7 Gebäuden, 1 Krug und 1 Schmiede waren ebenfalls vorhanden. Im Ort lebten 373 Einwohner, davon 7 Bauern, 23 Halbbauern, 4 Kossäten und 17 Büdner sowie deren Familien und Einlieger und Tagelöhner.
Die Kirche von Medow war ein Filial zu Stolpe, aber ab 1565 Mutterkirche für die Umgebung. Bemerkenswert an der Kirche von Medow war ihr großer Bibliotheksbestand aus Schenkungen der Herzöge und des Adels.
Das Gut mit 458 ha gehörte bis 1945 der Familie Holtz.

### Nerdin
Nerdin wurde 1340 als Neidrin erstmals urkundlich erwähnt. Der Name bedeutet so viel wie „Abgrund“.
Der Ort gehörte zum Kloster Stolpe und wurde nach der Reformation Staatsdomänen-Vorwerk. Verpachtet war es an den Oberamtmann von Homeyr. Ursprünglich gehörte noch das Nebenvorwerk Neu-Sanitz zum Domänenvorwerk.
Das Domänenvorwerk hatte 1865 5 Wohn- und 10 Wirtschaftsgebäude, in der Gutssiedlung lebten 88 Einwohner in 13 Haushalten, darunter der Pächter, dessen Familie und Gesinde, sowie Tagelöhner mit Familien.
Das Dorf Nerdin hatte 1865 1 Kirche, 1 Schule, 11 Wohn- und 14 Wirtschaftsgebäude sowie 1 Windmühle. Es lebten hier 91 Einwohner, darunter 8 größere und 1 kleinerer Grundbesitzer mit deren Familien und Gesinde.
Die bereits 1865 aufgeführte Windmühle ist noch heute als Ruine südöstlich von Nerdin sichtbar.

### Thurow
Thurow wurde 1387 als Turow erstmals urkundlich erwähnt. Der Name der slawischen Gründung bedeutet so viel wie „Auerochse“ oder auch „Auerochsenwald“.
Thurow war ein Rittergut, ursprünglich als Lehn der Ihlenfeld und dann der Eickstedt. 1746 war es im Besitz derer von Schwerin. 1786 verkaufte es Generallandschaftsrat Detlow Heinrich Graf von Schwerin an Hauptmann Hans Friedrich Wilhelm von Owstin, aber bereits 1799 wurde an August Friedrich Ludwig Meisner verkauft. Für den wurde eine besondere Genehmigung erforderlich, weil zum Besitz eines Rittergutes nur der alte Adel berechtigt war.
Bauern gab es im Dorf nicht mehr, sie waren alle gelegt worden.
1842 bis 1853 war von Haberland und von 1857 bis 1865 von Helms als Besitzer genannt.
1865 hatte Thurow 1 Herrenhaus, 1 Schule, 10 Wohn- und 16 Wirtschaftsgebäude sowie 1 Schmiede. Im Ort lebten 119 Einwohner, darunter der Gutsherr mit Familie, 2 Inspektoren, Gesinde und 14 Tagelöhner jeweils mit deren Familien.
Seit 1896 wurde Thurow von der Kleinbahnlinie Anklam – Dennin (MPSB) berührt. Beim Ort war ein Abzweig nach Stretense. Am Abzweig war auch der Haltepunkt für Thurow. Wie bei allen Kleinbahnen wurde auch diese 1945 als Reparation demontiert.
Am 1. Juli 1950 wurde Thurow nach Nerdin eingemeindet.
Thurow ist ein Gutsdorf mit dem dominierenden Gut und der Landarbeiterkatenzeile. An der Dorfform hat sich wenig geändert, auch das Gut ist in Form und Struktur noch fast original erhalten.
Seit den 1970er Jahren wird Thurow vom Peene-Südkanal tangiert.

### Wussentin
Südwestlich von Wussentin befinden sich drei bronzezeitliche Hügelgräber (1800 bis 600 vdZ) und direkt im Ort wurde eine frühslawische Siedlung (600 bis 800) archäologisch nachgewiesen. Eine spätslawische Siedlung (1000 bis 1200) lag südlich des Ortes.
Wussentin wurde 1172 als Woscentien urkundlich erstmals genannt. Auffällig sind hier die Vielzahl von urkundlichen Nennungen im 12. Jahrhundert, also noch vor der deutschen Siedlungsnahme. Der Name wird verschieden gedeutet, die wahrscheinlichste ist das slawische Wort für „Waldgegend“.
Nach dem Klosterbesitz durch das Kloster Stolpe wurde der Ort um 1534 Staatsdomäne, erst vom Amt Stolpe, dann vom Amt Klempenow verwaltet.
Bis 1764 bestand noch ein Vorwerk zur Domäne, das wurde abgebaut und auf Befehl des Königs mit 4 Altbauern und 15 ausländischen (Hugenotten?) Siedlerfamilie besetzt. Später wurden diese Ansiedlungen als Abbaue zu Wussentin bezeichnet.
1865 wurden in Wussentin 37 Wohn- und 40 Wirtschaftsgebäude, 1 Schule, 1 Windmühle, 1 Rossmühle und 1 Krug gezählt. Das Dorf hatte 273 Einwohner in 58 Haushalten, darunter waren 21 Bauern und 6 Büdner mit ihren jeweiligen Familien.
Wussentin ist ein ausgesprochenes Angerdorf mit kleinbäuerlichen Siedlungshöfen. Erst zu DDR-Zeiten und nach 1990 verstärkt, entstanden östlich und nordöstlich mittlere und große Agrarbetriebe.
Nerdin Horst (Wohnplatz)
Nerdin Horst wurde erst 1998 in der TK 10 als Wohnplatz aufgeführt, es sind abseits gelegene Siedlungshöfe unweit von Nerdin.
Emilienhof (Wüstung)
Emilienhof lag 2 km nordwestlich von Medow. Es war noch bis nach 1920 in den Karten als eigenständiger Ort verzeichnet. Es war ein Bauerngehöft, das später wohl als Wohnplatz zu Wussentin zählte. Nach 2003 begann der Leerzug, dann der Verfall, jetzt sind nur noch wenige Ruinen erkennbar.

## Politik

### Gemeindevertretung und Bürgermeister
Der Gemeinderat besteht (inkl. Bürgermeister) aus 8 Mitgliedern. Die Wahl zum Gemeinderat am 26. Mai 2019 hatte folgende Ergebnisse:
| Partei/Bewerber       | Prozent | Sitze |
| --------------------- | ------- | ----- |
| CDU                   | 76,08   | 6     |
| Einzelbewerber Becker | 11,76   | 1     |
| IfA                   | 8,24    | 1     |

Bürgermeister der Gemeinde ist Hartmut Pätzold (CDU), er wurde mit 80,46 % der Stimmen gewählt.

### Wappen, Flagge, Dienstsiegel
Die Gemeinde verfügt über kein amtlich genehmigtes Hoheitszeichen, weder Wappen noch Flagge. Als Dienstsiegel wird das kleine Landessiegel mit dem Wappenbild des Landesteils Vorpommern geführt. Es zeigt einen aufgerichteten Greifen mit aufgeworfenem Schweif und der Umschrift „GEMEINDE MEDOW * LANDKREIS VORPOMMERN-GREIFSWALD“.

## Sehenswürdigkeiten
→ Siehe: Liste der Baudenkmale in Medow
- Mehrere Bodendenkmale (slawische Siedlungen, bronzezeitliche Schälchensteine und Hügelgräber)
- Peene-Südkanal (Peene – Friedland), Länge: 27 km
- Windmühlenruine Nerdin
- Gut Nerdin mit Park und Turmhügel
- Teufelsstein Nerdin – Maße: 4,6 × 3,6 × 3,4 m; Umfang (m): 13; Volumen (m³): 30; Gestein: feinkörniger Granit

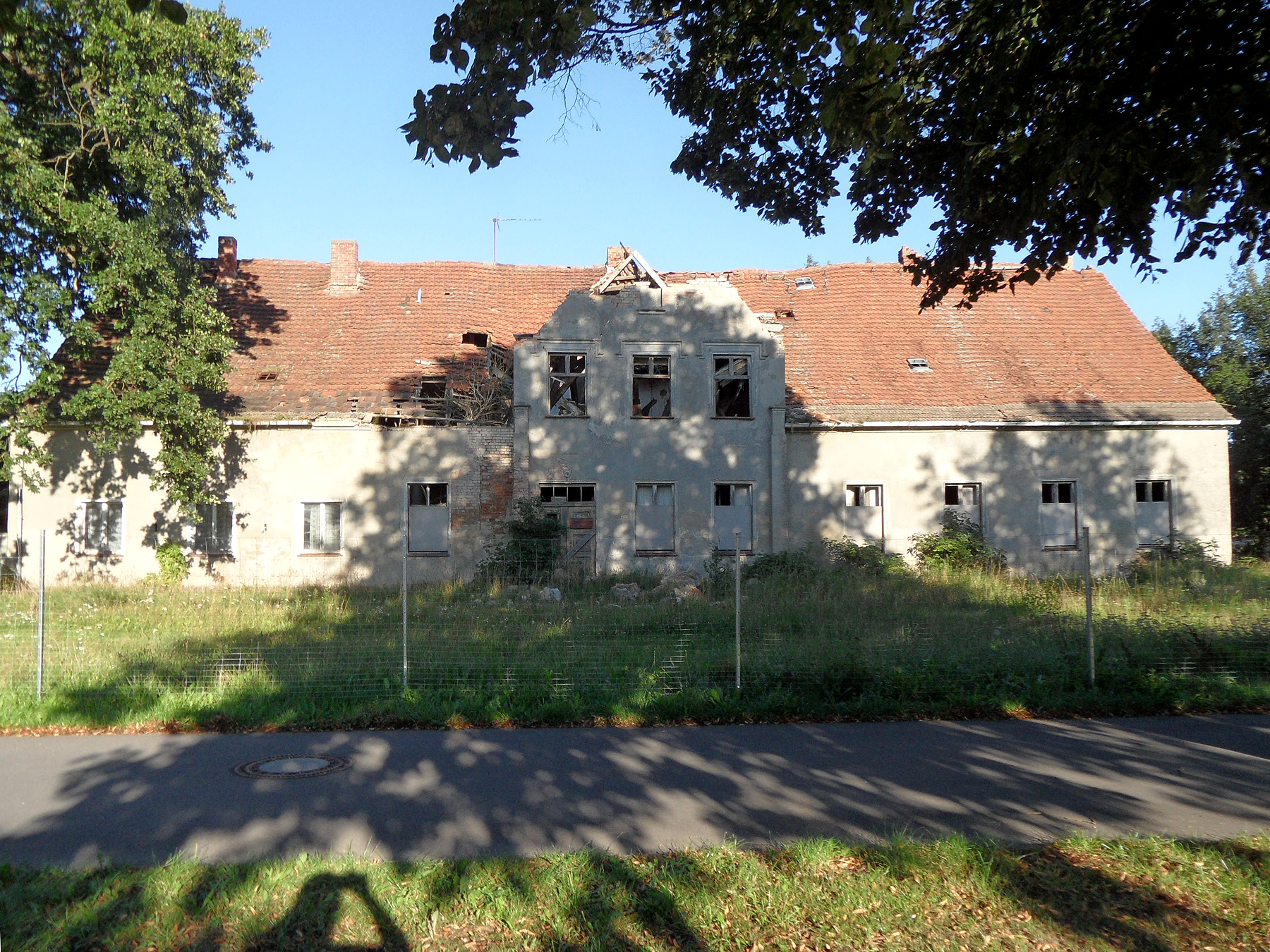
Ruine des Gutshauses Medow
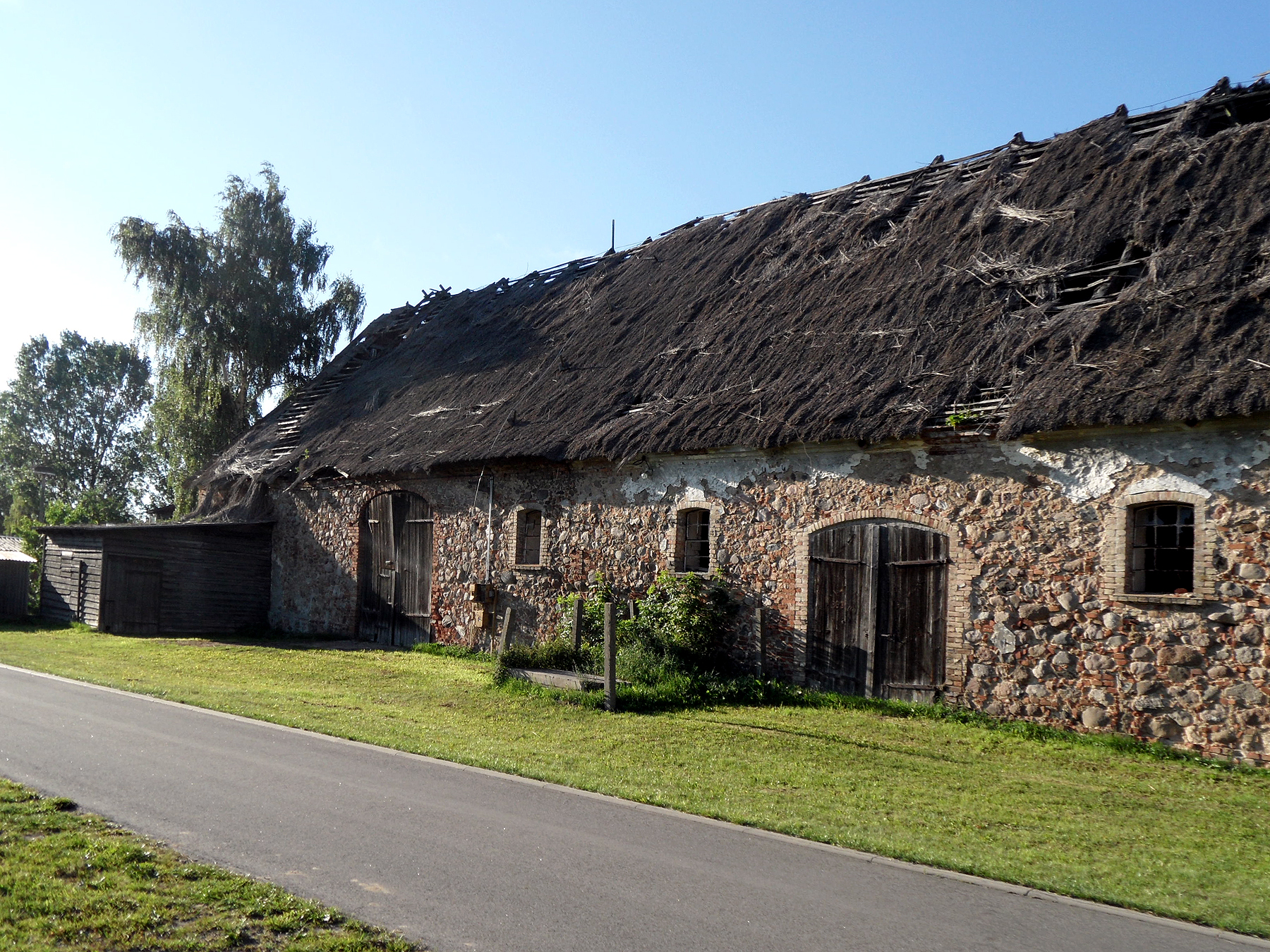
Ehemaliger Pferdestall mit Gutsschmiede

## Persönlichkeiten
- Jakob Gerschow (1587–1655), deutscher Philologe, Historiker und Jurist
- Gustav Köpke (1773–1837), deutscher Pädagoge, Philologe und Theologe
- Eugen Ferdinand von Homeyer (1809–1889), aus Nerdin, deutscher Ornithologe
- Wilhelm Oldenburg (1856–1918), aus Brenkenhof, Gründer der Möbelfabrik Oldenburg in Anklam